# C22H32O
化学式C22H32O（摩尔质量：312.497 g/mol）可能指：
- JWH-353，CAS号：873556-72-0
- JWH-133，CAS号：259869-55-1
- 4-叔丁基-2-(3,5-二甲基-1-金刚烷基)苯酚，CAS号：1393902-81-2

|  | 这个同类索引页列出了具有相同分子式的化学物（即同分異構體）条目。 除非您是有意链接至本页，否则应将相应条目的内部链接指向正确的条目。 |